# Făgetu de Sus
Făgetu de Sus falu Romániában, Erdélyben, Fehér megyében.

## Fekvése
Aranyosvágás mellett fekvő település.

## Története
Făgetu de Sus korábban Aranyosvágás része volt. 1956-ban vált külön 275 lakossal. 1966-ban 247, 1977-ben 213, 1992-ben 177, a 2002-es népszámláláskor pedig 191 román lakosa volt.